# Sergej Tretjakov
Sergej Tretjakov (1º febbraio 1978) è un ex ciclista su strada kazako, attivo tra i dilettanti dal 1996 al 2005.

## Carriera
Durante gli anni corre con successo in Europa (un secondo e un primo posto nella generale del Giro di Romania tra 1998 e 1999), in Africa e in Asia. Nel 2005 tiene la maglia di leader del Presidential Cycling Tour of Turkey per tre giorni consecutivi; in tale stagione conquista anche il Tour d'Égypte, corsa valida per l'UCI Africa Tour 2005, risultato che gli consente di raggiungere l'ottava posizione nella classifica finale del circuito africano.

## Palmarès

### Strada
- 1999 (Dilettanti, una vittoria)

Classifica generale Giro di Romania
- 2002 (Dilettanti, due vittorie)

5ª tappa Tour of Saudi Arabia
8ª tappa Tour of Saudi Arabia
- 2004 (Dilettanti, due vittorie)

4ª tappa Tour d'Égypte (Nuweiba > Nuweiba)
4ª tappa Presidential Cycling Tour of Turkey (Fethiye > Marmaris)
- 2005 (Dilettanti, tre vittorie)

Classifica generale Tour d'Égypte
1ª tappa Kerman Tour
Prologo Presidential Cycling Tour of Turkey (Smirne > Smirne)

## Piazzamenti

### Competizioni mondiali
- Campionati del mondo

Lugano 1996 - In linea Junior: 59º